# Кулверина
Кулверина (на английски Culverin; на френски couleuvrine) е ранно далекобойно огнестрелно оръжие, предшественик на мускета и аркебуза. Най-ранните сведения за подобно изобретение датират от началото на XV век, и това вероятно е било едно от първите такива в Европа. Първо влиза на въоръжение в сухопътните войски на Франция в средата на века. С времето кулеврината е усъвършенствана и размерът ѝ намалява - така се появява мускетът. Заради голямата си точност и далекобойност обаче е разработен и голям вариант, подобен на оръдие, който с времето става най-разпространеното оръжие на военните кораби. Относително лека и с опростена конструкция, кулеврината е предпочитаното оръдие от екипажите на пиратските кораби до XVII век. Максималната скорост, която гюлето е можело да достигне, е приблизително 400 м/сек. Максималният обсег е бил до 500 метра. Изместена е от оръдията с взривяващи се гюлета, които са по-сложни, но сравнително по-безопасни.
Първото ръчно огнестрелно оръжие, появило се в 13 век на Изток и във втората половина на 14 в Европа, представлявало ъгловата отливка от меко желязо, (или кръгла от мед или бронз). Това оръжие може да се нарече ръчна бомбарда, петринал (италианското наимование), карабина (арабското наимование), ручница (руското), кулеврина или самопал. Предпочита се наимованието „петринал“, защото за другите наименования претендират различни видове други оръжия. Дължината на цевта била обикновено около 40-50 см, при диаметър на канала 13-30 мм. Близо до зарядната камера, отстрани, пробивали запалителния отвор и прикрепвали подсипа за барута. От средата на 15 век подсипа вече имал и капаче за предпазване на барута от изсипване при пренасяне, а оръжието – заимстван от арбалетите приклад. Дотогава прикладите на петринала били най-разнообразни и често с неочакван вид. Понякога петриналите ги слагали на рамо, като базука. Имало и варианти въобще без приклад. Теглото на това оръжие било от 4 до 6 килограма. Възпламеняването на заряда се осъществявало със запалителна свещ – напоена със селитра дървена пръчка. Петриналите се зареждали с кръгъл оловен куршум с диаметър 1.5 мм по-малък от диаметъра на цевта. Ако канала на цевта бил по-широк, то използвали кръгъл камък, загънат в парцалче. Никой не правел специално каменни куршуми. Просто намирали подходящ камък, а парцалчето осигурявало обтурацията. Вместо с камък, петринала е можело да бъде зареден с всичко, което стрелеца считал за излишно в своето стопанство – използовали се счупени гвозди, медни монети и всякакви други метални отпадъци.
Зареждането на това оръжие не би било сложно, ако барута не е имал навика да прилепва към стените на цевта. Дотикването му с шомпола до зарядната камера не било лесно. По тази причина, за един изстрел били необходими не по-малко от 2 минути. На практика, обаче, по време на боя петриналите не се презареждали. С картеч или с камъни стрелбата се водела само на няколко метра и пробивната сила била скромна. Най-добрите петринали с оловни куршуми пробивали доспехите, но по дистанция на ефективния огън отстъпвали на арбалетите – стрелбата се водела на не повече от 15 метра. Петриналите се разпространили в Европа едновременно с арбалетите. Арбалета имал няколко пъти по-голяма скорострелност и по-голяма далечина на ефективната стрелба, но петринала имал по-удобна форма. Стрелбата с него била по-лесна и по-евтина, а главното е, че изстрела се съпровождал от силен гръм и ярко избухване на пламъци. Рицарските коне се плашили и хвърляли ездача. Наемниците използвали арбалети, а редовните предпочитали петринали – харесвало им да се прекланят пред всяка феодална недомислица, въпреки че били неспособни да приучат конете към плодовете на техническия прогрес. Но все-пак петринала си оставал екзотика и не могъл значително да измести лъка и арбалета, въпреки че понякога опълчението на цели градове било въоръжено с петринали.
В края на 15 век на петриналите започнали да монтират механизми, а цевите им били удължени – петринала се превърнал в аркебуз. Тук се открило и новото новото достойнство на традиционния вид петринал: Ако през 14 век петринали, както и арбалети, можело да се изработват само в няколко големи града, то в 16 век необходимото оборудване за производство им станало достъпно и за селските майстори. Започнали да ги произвеждат масово като оръжие на опълчението. До края на 17век самоделните петринали (заедно с лъка)се използвали и от казаците.
В последната четвърт на 15 век в Европа се появили фитилния и колесния механизми, а в Германия по това време бил изобретен кремъчния механизъм. В редовните войски започнали да заменят петриналите с аркебузи. Това било оръжие с тегло около 3 килограма (първите образци – около 4), калибър 13-18 мм и цев с дължина 30-50 калибъра. Обикновено 16 милиметровата аркебуза изстрелвала 20 грамов куршум с начална скорост около 300 м/с. Далечината на прицелния огън била 20-25 метра, а на залповия – до 120 метра. Приблизително такива характеристики се запазили за леките пушки до началото на 19 век. Променял се само механизма. Скорострелноста в края на 15 и началото на 16 век не превишавала един изстрел за 3 минути, но доспехите били пробивани вече на 25 метра. По-тежките и мощни аркебузи вече се използвали с подпора, но те били крайно малко. Прахообразния барут въобще не способствал бързото зареждане на дългите цеви – часът на мускетите още не бил дошъл. Аркебуза бил вече напълно функционално оръжие. Ако петринала се използвал от време-навреме, главно за плашене на противника, то в Европайските армии се гледало сериозно на акребуза. Една обикновена армия в Европа, в началото на 16 век, се състояла примерно една трета от кавалерия (в това число рицарска), една трета от пикинери, и една трета от лека пехота (алебардчици, арбалетчици, стрелци с лък и аркебузири). Отчитайки, че и част от ездачите имали аркебузи, става ясно, че около 7-8% от войниците били въоръжени с тях. В края на 16 век огнестрелно оръжие имали вече 30% от войниците, независимо че в тази статистика аркебузите и петриналите се отчитат общо. В Полша, например, още през 1560 година петриналите били няколко пъти повече от аркебузите. В Западна Европа пушките без механизми излезли от употреба в началото на 16 век, а в Източна – едва в края на 16 и началото на 17 век.